# 四甲基哌啶酮
四甲基哌啶酮是一种有机化合物，化学式为OC(CH2CMe2)2NH（其中Me是甲基），常温常压下为无色或白色固体，可用于合成四甲基哌啶氧化物（TEMPO）。